# The Locked Door (film 1914)
The Locked Door è un cortometraggio muto del 1914 diretto e interpretato da Tefft Johnson.

## Produzione
Il film fu prodotto dalla Vitagraph Company of America come Broadway Star.

## Distribuzione
Distribuito dalla General Film Company, il film - un cortometraggio in tre bobine - uscì nelle sale cinematografiche statunitensi il 12 ottobre 1914.